# Chōwa
Chōwa (長和) era un nombre de la era japonesa (年号, nengō, literalmente "Nombre del año") después de Kankō y antes de Kannin. Este período comenzó en diciembre de 1012 y terminó en abril de 1017. Los emperadores reinantes eran Sanjō-tennō (三条天皇) y Go-Ichijō-tennō (後一条天皇).

## Eventos de la era Chōwa
- 1012 (Chōwa 1, octavo mes): El emperador Sanjō se casa con una hija de Fujiwara no Michinaga. Michinaga era el kampuku en la jerarquía de la corte.[3]
- 1016 (Chōwa 4, undécimo mes): Un gran incendio estalló en el palacio imperial; y fue reducido a cenizas.[3]
- 10 de marzo 1016 (Chōwa 5, 29º día del primer mes): En el quinto año del reinado del Emperador Sanjō, el emperador abdicó; y la sucesión (senso) fue recibida por un primo. Poco después, el papel del Emperador Go-Ichijō como monarca fue confirmado en ceremonias (sokui).[4]

## Otros sitios web
- National Diet Library, "The Japanese Calendar" -- visión histórica más imágenes ilustrativas de la colección de la biblioteca.

| Chōwa | 1º   | 2º   | 3º   | 4º   | 5º   | 6º |
| ----- | ---- | ---- | ---- | ---- | ---- | -- |
| 1012  | 1013 | 1014 | 1015 | 1016 | 1017 |    |

| Precedido por: Kankō | Era o nengō: Chōwa | Sucedido por: Kannin |

- Datos: Q1194173